# Реболда
Реболда — посёлок в Архангельской области. В рамках административно-территориального устройства относится к Соловецкому району  в рамках организации местного самоуправления входит в состав Соловецкого сельского поселения Приморского района.

## География
Расположен на северо-восточной части острова Соловецкий, в 11 километрах по прямой к северо-востоку от посёлка Соловецкий, административного центра Соловецкого сельского поселения.

### Часовой пояс
Реболда, как и вся Архангельская область, находится в часовой зоне МСК (московское время). Смещение применяемого времени относительно UTC составляет +3:00.

## Население
| 2002 | 2010 | 2012 |
| ---- | ---- | ---- |
| 0    | →0   | →0   |

Согласно результатам переписи 2002 года в посёлке был один житель русской национальности.

## Инфраструктура
В посёлке есть причал.